# Abilly
Abilly [abiji]  est une commune française du département d'Indre-et-Loire, en région Centre-Val de Loire.

## Géographie
| Buxeuil Vienne               | Descartes          | Neuilly-le-Brignon |
| Saint-Rémy-sur-Creuse Vienne | Abilly             |                    |
| Leugny Vienne                | La Guerche, Barrou | Le Grand-Pressigny |

### Hydrographie

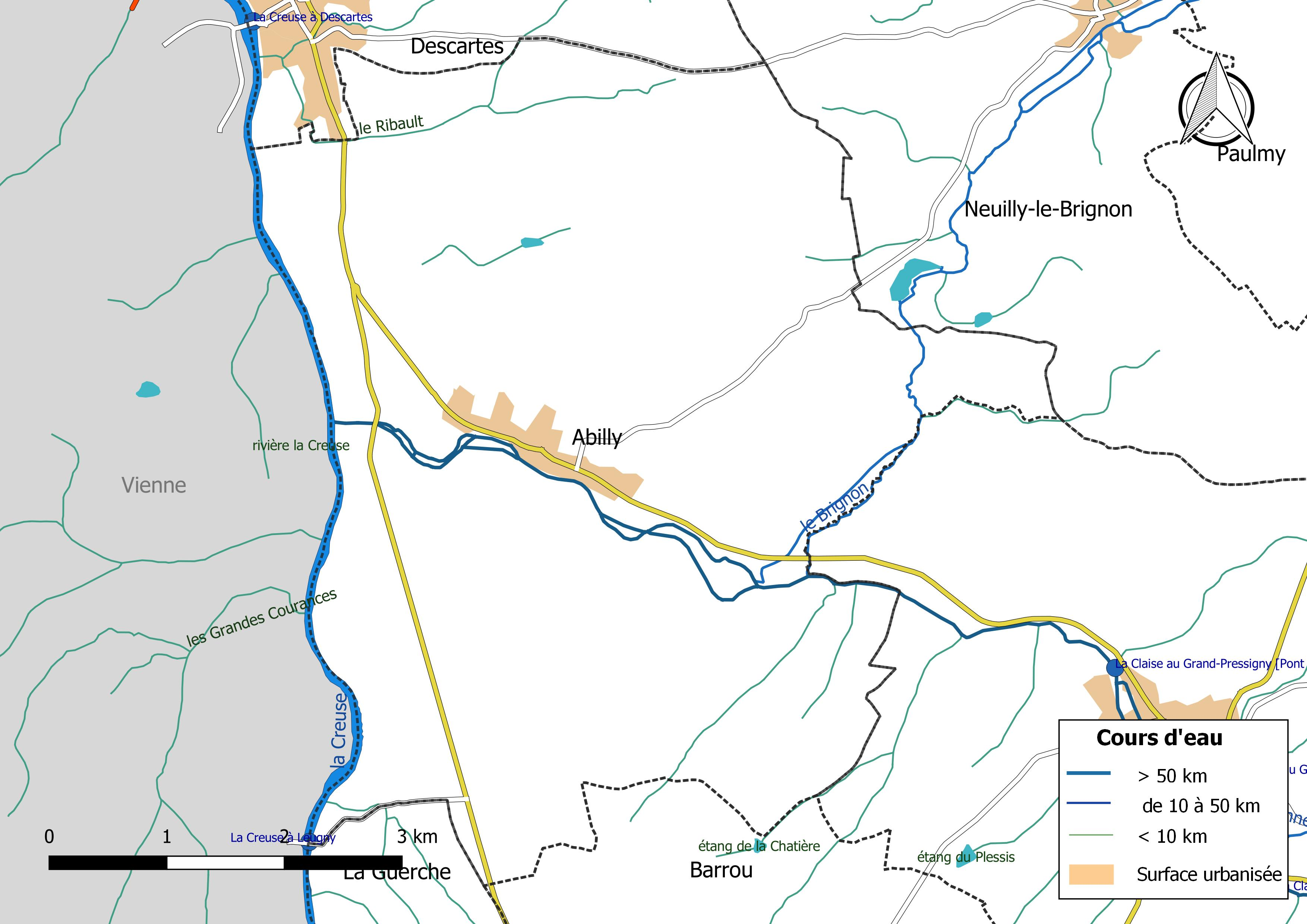
Réseau hydrographique d'Abilly.

La commune est traversée par la Claise (5,593 km) et la Creuse (3,261 km) qui constitue la limite séparative ouest de la commune. Le réseau hydrographique communal, d'une longueur totale de 25,58 km, comprend un autre cours d'eau notable, le Brignon (1,186 km), et divers petits cours d'eau dont le Ribault,.
La Claise, d'une longueur totale de 87,6 km, prend sa source à 146 mètres d'altitude sur le territoire de la commune de Saint-Maur, dans l'Indre, et se jette  dans la Creuse à Abilly, à 42 m d'altitude, après avoir traversé 16 communes. La station hydrométrique du Grand-Pressigny permet de caractériser les paramètres hydrométriques de la Claise. Le débit mensuel moyen (calculé sur 45 ans pour cette station) varie de 0,8 m3/s au mois d'août  à 8,1 m3/s au mois de février. Le débit instantané maximal observé sur cette station est de 115 m3/s le 31 mai 2016, la hauteur maximale relevée a été de 2,62 m le 2 juin 2016,.
Sur le plan piscicole, la Claise est classée en première catégorie piscicole. Le groupe biologique dominant est constitué essentiellement de salmonidés (truite, omble chevalier, ombre commun, huchon).
La Creuse, d'une longueur totale de 263,6 km, prend sa source à 816 m d'altitude sur le plateau de Millevaches, dans la Creuse  et se jette  dans la Vienne sur les territoires des communes de Port-de-Piles (Vienne), Ports et Nouâtre (Indre-et-Loire), après avoir traversé 80 communes. Sur le plan piscicole, la Creuse est également classée en deuxième catégorie piscicole.
Le Brignon, d'une longueur totale de 26,3 km, prend sa source à 127 mètres d'altitude sur le territoire de la commune de Saint-Flovier et se jette  dans la Claise à Abilly à l'est de la commune, après avoir traversé 7 communes.
Sur le plan piscicole, le Brignon est également classé en deuxième catégorie piscicole.
Trois zones humides ont été répertoriées sur la commune par la direction départementale des territoires (DDT) et le Conseil départemental d'Indre-et-Loire : « Les Morissets », « les étangs du Bouchet et de Fontenaille » et « la vallée de la Claise au Moulin Neuf »,.

### Climat
Pour des articles plus généraux, voir Climat du Centre-Val de Loire et Climat d'Indre-et-Loire.
En 2010, le climat de la commune est de type climat océanique dégradé des plaines du Centre et du Nord, selon une étude du CNRS s'appuyant sur une série de données couvrant la période 1971-2000. En 2020, Météo-France publie une typologie des climats de la France métropolitaine dans laquelle la commune est exposée à un climat océanique altéré et est dans une zone de transition entre les régions climatiques « Centre et contreforts nord du Massif Central » et « Poitou-Charentes ».
Pour la période 1971-2000, la température annuelle moyenne est de 11,4 °C, avec une amplitude thermique annuelle de 14,7 °C. Le cumul annuel moyen de précipitations est de 684 mm, avec 11 jours de précipitations en janvier et 6,7 jours en juillet. Pour la période 1991-2020, la température moyenne annuelle observée sur la station météorologique de Météo-France la plus proche, sur la commune de Lésigny à 11 km à vol d'oiseau, est de 12,1 °C et le cumul annuel moyen de précipitations est de 743,3 mm,. Pour l'avenir, les paramètres climatiques de la commune estimés pour 2050 selon différents scénarios d'émission de gaz à effet de serre sont consultables sur un site dédié publié par Météo-France en novembre 2022.

## Urbanisme

### Typologie
Au 1er janvier 2024, Abilly est catégorisée commune rurale à habitat dispersé, selon la nouvelle grille communale de densité à sept niveaux définie par l'Insee en 2022.
Elle appartient à l'unité urbaine de Descartes, une agglomération inter-régionale regroupant trois  communes, dont elle est une commune de la banlieue,,. La commune est en outre hors attraction des villes,.

### Occupation des sols
L'occupation des sols de la commune, telle qu'elle ressort de la base de données européenne d’occupation biophysique des sols Corine Land Cover (CLC), est marquée par l'importance des territoires agricoles (82 % en 2018), une proportion sensiblement équivalente à celle de 1990 (82,4 %). La répartition détaillée en 2018 est la suivante : 
terres arables (62 %), zones agricoles hétérogènes (18,1 %), forêts (15,2 %), prairies (1,9 %), zones urbanisées (1,5 %), eaux continentales (1,2 %). L'évolution de l’occupation des sols de la commune et de ses infrastructures peut être observée sur les différentes représentations cartographiques du territoire : la carte de Cassini (XVIIIe siècle), la carte d'état-major (1820-1866) et les cartes ou photos aériennes de l'IGN pour la période actuelle (1950 à aujourd'hui).

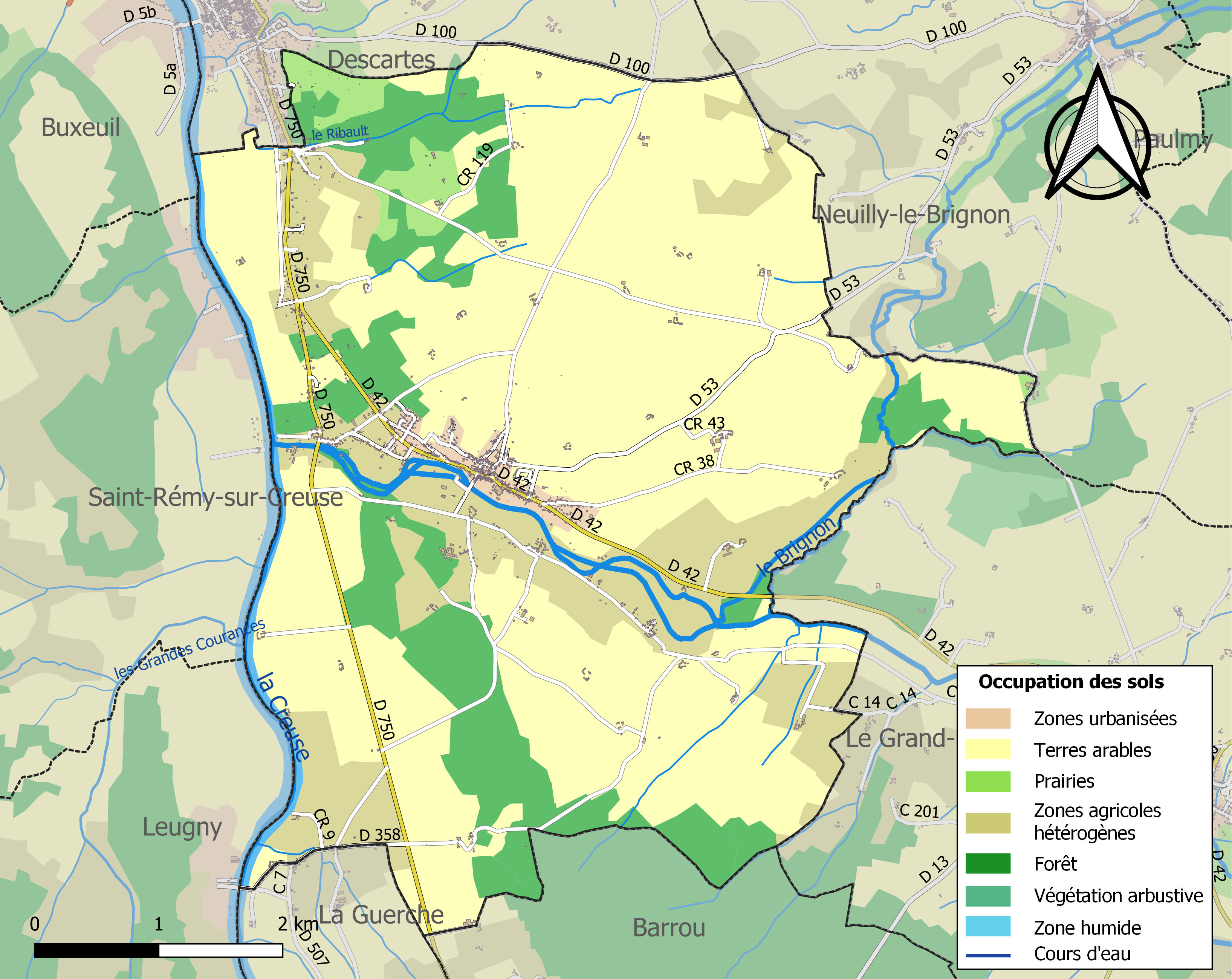
Carte des infrastructures et de l'occupation des sols de la commune en 2018 (CLC).

### Risques majeurs
Le territoire de la commune d'Abilly est vulnérable à différents aléas naturels : météorologiques (tempête, orage, neige, grand froid, canicule ou sécheresse), inondations, feux de forêts et séisme (sismicité modérée). Il est également exposé à un risque technologique, la rupture d'un barrage. Un site publié par le BRGM permet d'évaluer simplement et rapidement les risques d'un bien localisé soit par son adresse soit par le numéro de sa parcelle.

#### Risques naturels
Certaines parties du territoire communal sont susceptibles d’être affectées par le risque d’inondation par débordement de cours d'eau, notamment la Claise, la Creuse et le Brignon. La commune a été reconnue en état de catastrophe naturelle au titre des dommages causés par les inondations et coulées de boue survenues en 1982, 1983, 1991, 1994, 1999 et 2016,.
Pour anticiper une remontée des risques de feux de forêt et de végétation vers le nord de la France en lien avec le dérèglement climatique, les services de l’État en région Centre-Val de Loire (DREAL, DRAAF, DDT) avec les SDIS ont réalisé en 2021 un atlas régional du risque de feux de forêt, permettant d’améliorer la connaissance sur les massifs les plus exposés. La commune, étant pour partie dans le massif de Barrou, est classée au niveau de risque 2, sur une échelle qui en comporte quatre (1 étant le niveau maximal).

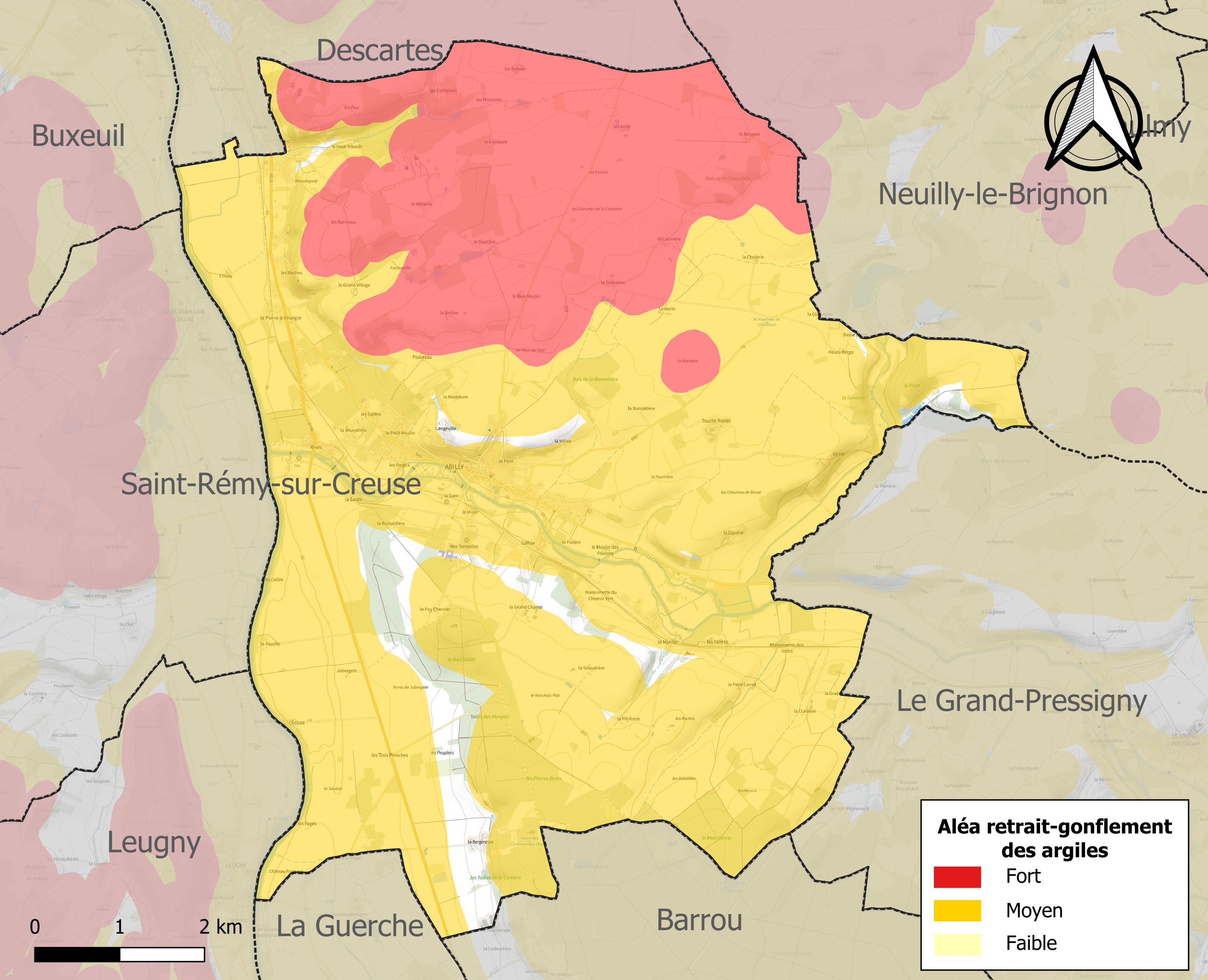
Carte des zones d'aléa retrait-gonflement des sols argileux d'Abilly.

Le retrait-gonflement des sols argileux est susceptible d'engendrer des dommages importants aux bâtiments en cas d’alternance de périodes de sécheresse et de pluie. 94,5 % de la superficie communale est en aléa moyen ou fort (90,2 % au niveau départemental et 48,5 % au niveau national). Sur les 622 bâtiments dénombrés sur la commune en 2019, 597 sont en aléa moyen ou fort, soit 96 %, à comparer aux 91 % au niveau départemental et 54 % au niveau national. Une cartographie de l'exposition du territoire national au retrait gonflement des sols argileux est disponible sur le site du BRGM,.
Concernant les mouvements de terrains, la commune a été reconnue en état de catastrophe naturelle au titre des dommages causés par des mouvements de terrain en 1999.

#### Risques technologiques
La commune est en outre située en aval du Barrage d'Éguzon, de classe A et faisant l'objet d'un PPI, mis en eau en 1926, d’une hauteur de 58 mètres et retenant un volume de 57,3 millions de mètres cubes. À ce titre elle est susceptible d’être touchée par l’onde de submersion consécutive à la rupture de cet ouvrage.

## Histoire
Des traces d'occupation humaines sont attestées dès le Paléolithique (sites moustériens de l'abri des Roches et de l'abri Reignoux). Abilly fait partie d'une zone géographique, centrée sur Le Grand-Pressigny, riche en sites archéologiques datant du Néolithique final, caractérisée par la taille de grandes lames de silex. L'un de ces sites néolithiques, le Petit Paulmy, a été aménagé en musée de site (l'Archéolab).
Selon le livre Les Villages d'Indre et Loire, la première référence connue du village date de l'an 937 dans "Vicaria Abilicenci".

## Politique et administration

### Liste des maires
| Période | Période  | Identité          | Étiquette | Qualité                            |
| ------- | -------- | ----------------- | --------- | ---------------------------------- |
| 1965    | 1989     | Octave Duterne    | DVD       | Commerçant en porcs                |
| 1989    | 2008     | Jean-Claude Emery | DVD       |                                    |
| 2008    | 2020     | Patricia Brault   | DVG       | Retraitée agricole, réélue en 2014 |
| 2020    | En cours | Christophe Dujon  |           |                                    |

### Tendances politiques et résultats
Lors des élections européennes de 2019,le taux de participation d’Abilly est supérieur à la moyenne (54,37% contre 50,12%). La liste du Rassemblement national arrive en tête avec 30,92% des suffrages, contre 23,31% au niveau national. La liste de la République en Marche obtient 18,36% des voix, contre 22,41% au niveau national. La liste d’Europe-Écologie-Les Verts réalise un score de 11,11% des votes contre 13,48% au niveau national. La liste de la France Insoumise obtient 7,00% des suffrages, contre 6,31% au niveau national. La liste de l’Union des Démocrates et Indépendants obtient 6,28% des voix, contre 2,5% au niveau national. Les autres listes obtiennent des scores inférieurs à 5%,
Le résultat de l'élection présidentielle de 2012 dans cette commune est le suivant :
| Candidat       | Candidat                    | Premier tour | Premier tour | Second tour | Second tour |
| Candidat       | Candidat                    | Voix         | %            | Voix        | %           |
| -------------- | --------------------------- | ------------ | ------------ | ----------- | ----------- |
|                | Eva Joly (EÉLV)             | 9            | 1,23         |             |             |
|                | Marine Le Pen (FN)          | 163          | 22,30        |             |             |
|                | Nicolas Sarkozy (UMP)       | 200          | 27,36        | 352         | 52,07       |
|                | Jean-Luc Mélenchon (FG)     | 56           | 7,66         |             |             |
|                | Philippe Poutou (NPA)       | 10           | 1,37         |             |             |
|                | Nathalie Arthaud (LO)       | 3            | 0,41         |             |             |
|                | Jacques Cheminade (SP)      | 3            | 0,41         |             |             |
|                | François Bayrou (MoDem)     | 94           | 12,86        |             |             |
|                | Nicolas Dupont-Aignan (DLR) | 22           | 3,01         |             |             |
|                | François Hollande (PS)      | 171          | 23,39        | 324         | 47,93       |
|                |                             |              |              |             |             |
| Inscrits       | Inscrits                    | 864          | 100,00       | 864         | 100,00      |
| Abstentions    | Abstentions                 | 110          | 12,73        | 124         | 14,35       |
| Votants        | Votants                     | 754          | 87,27        | 740         | 85,65       |
| Blancs et nuls | Blancs et nuls              | 23           | 3,05         | 64          | 8,65        |
| Exprimés       | Exprimés                    | 731          | 96,95        | 676         | 91,35       |

Le résultat de l'élection présidentielle de 2017 dans cette commune est le suivant :
| Candidat    | Candidat                    | Premier tour | Premier tour | Deuxième tour | Deuxième tour |  |
| Candidat    | Candidat                    | %            | Voix         | %             | Voix          |  |
| ----------- | --------------------------- | ------------ | ------------ | ------------- | ------------- |  |
|             | Nicolas Dupont-Aignan (DLF) | 6,94         | 46           |               |               |  |
|             | Marine Le Pen (FN)          | 35,14        | 233          | 51,49         | 293           |  |
|             | Emmanuel Macron (EM)        | 17,65        | 117          | 48,51         | 276           |  |
|             | Benoît Hamon (PS)           | 4,07         | 27           |               |               |  |
|             | Nathalie Arthaud (LO)       | 0,30         | 2            |               |               |  |
|             | Philippe Poutou (NPA)       | 1,96         | 13           |               |               |  |
|             | Jacques Cheminade (SP)      | 0,15         | 1            |               |               |  |
|             | Jean Lassalle (RES)         | 1,06         | 7            |               |               |  |
|             | Jean-Luc Mélenchon (LFI)    | 14,78        | 98           |               |               |  |
|             | François Asselineau (UPR)   | 0,60         | 4            |               |               |  |
|             | François Fillon (LR)        | 17,35        | 115          |               |               |  |
|             |                             |              |              |               |               |  |
| Inscrits    | Inscrits                    | 822          | 100,00       | 822           | 100,00        |  |
| Abstentions | Abstentions                 | 133          | 16,18        | 152           | 18,49         |  |
| Votants     | Votants                     | 689          | 83,82        | 670           | 81,51         |  |
| Blancs      | Blancs                      | 16           | 2,32         | 73            | 10,90         |  |
| Nuls        | Nuls                        | 10           | 1,45         | 28            | 4,18          |  |
| Exprimés    | Exprimés                    | 663          | 96,23        | 569           | 84,93         |  |

### Politique environnementale
Dans son palmarès 2016, le Conseil National des Villes et Villages Fleuris de France a attribué deux fleurs à la commune au Concours des villes et villages fleuris.

### Finances locales
| Évolution de l'endettement (en milliers d’€) : | Évolution de l'endettement par habitant (en €) : |

## Population et société

### Démographie

#### Évolution démographique
L'évolution du nombre d'habitants est connue à travers les recensements de la population effectués dans la commune depuis 1793. Pour les communes de moins de 10 000 habitants, une enquête de recensement portant sur toute la population est réalisée tous les cinq ans, les populations de référence des années intermédiaires étant quant à elles estimées par interpolation ou extrapolation. Pour la commune, le premier recensement exhaustif entrant dans le cadre du nouveau dispositif a été réalisé en 2006.

En 2022, la commune comptait 1 125 habitants, en évolution de −2,26 % par rapport à 2016 (Indre-et-Loire : +1,67 %, France hors Mayotte : +2,11 %).
| 1793 | 1800 | 1806 | 1821 | 1831 | 1836 | 1841 | 1846  | 1851  |
| ---- | ---- | ---- | ---- | ---- | ---- | ---- | ----- | ----- |
| 660  | 600  | 634  | 695  | 791  | 913  | 986  | 1 023 | 1 146 |

| 1856  | 1861  | 1866  | 1872  | 1876  | 1881  | 1886  | 1891  | 1896  |
| ----- | ----- | ----- | ----- | ----- | ----- | ----- | ----- | ----- |
| 1 192 | 1 430 | 1 475 | 1 259 | 1 444 | 1 378 | 1 288 | 1 218 | 1 262 |

| 1901  | 1906  | 1911  | 1921  | 1926  | 1931  | 1936  | 1946  | 1954  |
| ----- | ----- | ----- | ----- | ----- | ----- | ----- | ----- | ----- |
| 1 158 | 1 155 | 1 172 | 1 167 | 1 243 | 1 210 | 1 191 | 1 156 | 1 189 |

| 1962  | 1968  | 1975  | 1982  | 1990  | 1999  | 2006  | 2011  | 2016  |
| ----- | ----- | ----- | ----- | ----- | ----- | ----- | ----- | ----- |
| 1 205 | 1 224 | 1 174 | 1 166 | 1 145 | 1 109 | 1 090 | 1 138 | 1 151 |

| 2021  | 2022  | - | - | - | - | - | - | - |
| ----- | ----- | - | - | - | - | - | - | - |
| 1 133 | 1 125 | - | - | - | - | - | - | - |

#### Pyramide des âges
La population de la commune est relativement âgée.
En 2018, le taux de personnes d'un âge inférieur à 30 ans s'élève à 25,9 %, soit en dessous de la moyenne départementale (34,9 %). À l'inverse, le taux de personnes d'âge supérieur à 60 ans est de 39,8 % la même année, alors qu'il est de 27,8 % au niveau départemental.
En 2018, la commune comptait 552 hommes pour 600 femmes, soit un taux de 52,08 % de femmes, légèrement supérieur au taux départemental (51,91 %).
Les pyramides des âges de la commune et du département s'établissent comme suit.
| Hommes | Classe d’âge | Femmes |
| ------ | ------------ | ------ |
| 1,1    | 90 ou +      | 5,0    |
| 13,8   | 75-89 ans    | 19,1   |
| 20,4   | 60-74 ans    | 19,8   |
| 24,6   | 45-59 ans    | 20,4   |
| 11,4   | 30-44 ans    | 12,4   |
| 13,8   | 15-29 ans    | 11,4   |
| 14,9   | 0-14 ans     | 11,9   |

| Hommes | Classe d’âge | Femmes |
| ------ | ------------ | ------ |
| 0,9    | 90 ou +      | 2,2    |
| 7,9    | 75-89 ans    | 10,2   |
| 17,3   | 60-74 ans    | 18,1   |
| 19,8   | 45-59 ans    | 19,1   |
| 17,9   | 30-44 ans    | 17,2   |
| 18,5   | 15-29 ans    | 17,5   |
| 17,6   | 0-14 ans     | 15,6   |

La fonderie d'Abilly a servi à couler la statue de René Descartes présentée sur la place de la mairie de la commune de Descartes.

### Vie quotidienne à Abilly
Le village comporte une salle de sport dans laquelle il est possible de pratiquer la musculation par exemple, et d'autres activités.
Il possède une épicerie, un salon de coiffure.

### Enseignement
Abilly se trouve dans l'Académie d'Orléans-Tours (Zone B) et dans la circonscription de Loches. Une école primaire publique rassemble les élèves de la PS au CM2.

## Culture locale et patrimoine

### Lieux et monuments

#### Culture
- Musée de site de l'Archéolab : visite d'un habitat-atelier de taille de pierre du Néolithique.

#### Vestiges préhistoriques et antiques
- Abri moustérien des Champs Panais.
- Habitat néolithique aux Roches.
- Habitat néolithique au Petit-Paulmy.

#### Architecture civile
- Manoir de la Chatière, tour ronde, bâtiment du XVe siècle et chapelle castrale ruinée du XIIe siècle[47]. Le château est partiellement inscrit aux monuments historiques par arrêté du 24 mai 1948[48].
- Château de Bessé du XVe siècle.
- Manoir du Pont-d'Abilly de la fin du XVe siècle, sur une terrasse, dominant le village. C'est un logis rectangulaire avec une tourelle d'escalier polygonale hors-œuvre. En face, deux pavillons très remaniés, situés aux angles d'une terrasse bâtie sur d'importantes substructions[47].
- Moulin de Rives, dépendait d'un prieuré de filles, dépendant de l'abbaye de Fontevrault fondé au XIIe siècle et supprimé en 1758. Au début du XIXe siècle le moulin est acquis par la famille Conty et devient une importante minoterie[49].
- Château du Bois d'Aix 1912.

#### Architecture sacrée
- Église Saint-Martin XIIe siècle, remaniée XVe siècle (Inscrit Monument Historique).
- Restes du prieuré de Rives : ancienne église XIIe siècle, bâtiments XIIe siècle et XVe siècle.
- Ruines de la chapelle castrale de La Chatière XIIe siècle.

### Personnalités liées à la commune
- Les Bodin's, duo comique. Vincent Dubois y réside.
- Alexandre-Robert Conty (1864-1947), ambassadeur de France, épouse Nelly Le Roy-Liberge (7 enfants), dont:
- Jean-Marie Conty (1904-1999), pilote à l'Aéropostale avec Antoine de Saint-Exupéry[50].
- Georgette Baumard, résistante, y a vécu.

### Héraldique
| Blason de Abilly | Blason  | D'or au sautoir d'azur cantonné de quatre étoiles du même et chargé en cœur d'une étoile du champ. |
| Blason de Abilly | Détails | Le statut officiel du blason reste à déterminer.                                                   |

## Pour approfondir